# Канадско-норвежские отношения

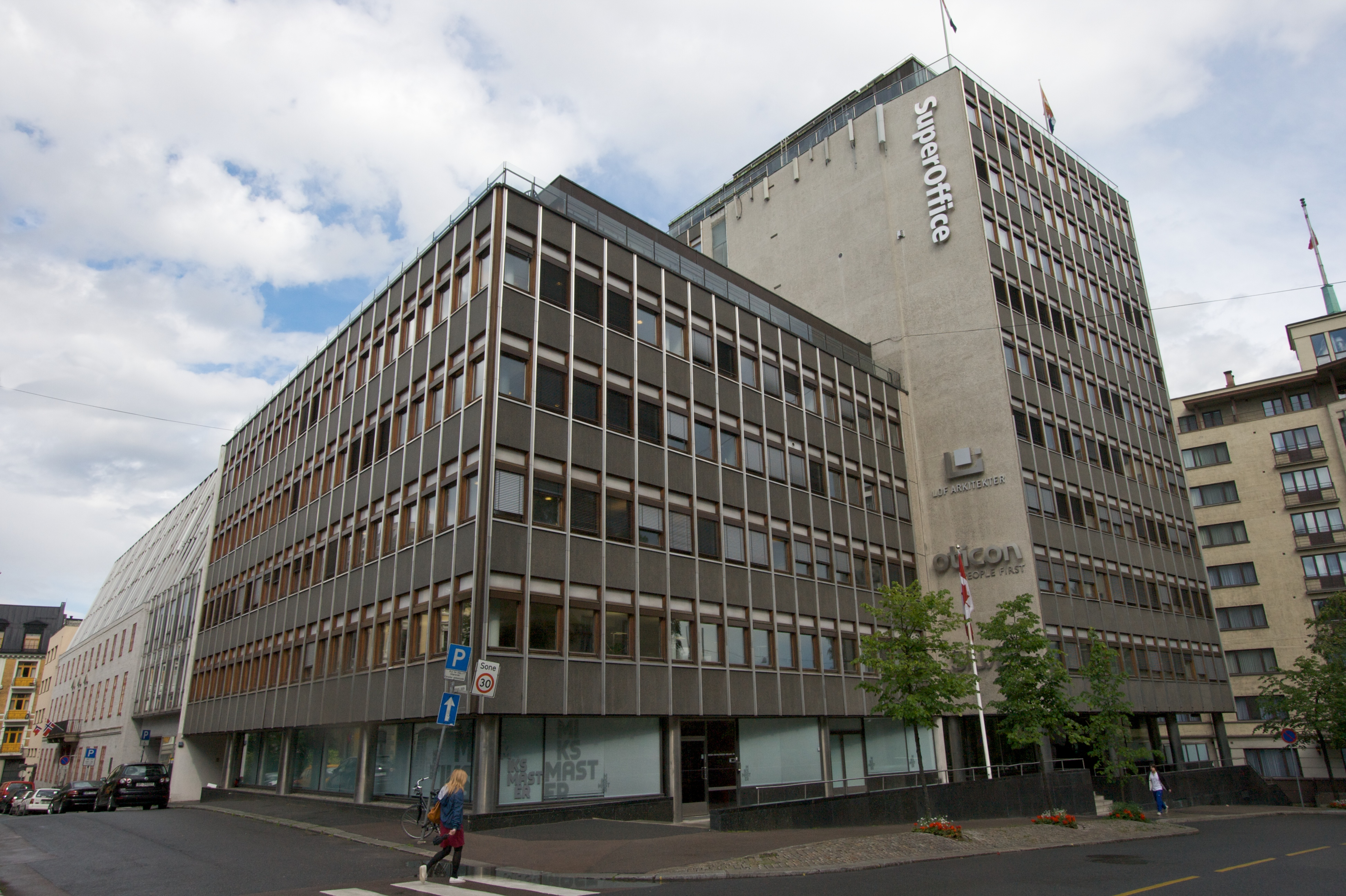
Канадское посольство в Норвегии

Канадско-норвежские отношения — двусторонние дипломатические отношения между Канадой и Норвегией.

## Дипломатические отношения
Были установлены в 1942 году.
Канада имеет посольство в Осло и консульство в Бергене. Норвегия имеет посольство в Оттаве и три генеральных консульства в Монреале, Торонто и Ванкувере.
Обе страны являются полноправными членами Арктического совета, ОБСЕ, НАТО и Организации экономического сотрудничества и развития.
Как союзники по НАТО и многосторонние партнёры, Канада и Норвегия имеют долгую историю сотрудничества по региональным и глобальным проблемам борьбы с терроризмом, например, во время войны в Афганистане.

## Иммиграция
430 тысяч граждан Канады имеет норвежское происхождение.